# Pallamano Altamura
La A.S.D. Pallamano Altamura è una squadra di pallamano di Altamura, fondata nel 1987 dal prof. Nicola Loviglio. Milita nel Girone C di Serie A Bronze, la terza serie nazionale. In passato la società ha avuto anche una sezione femminile, che arrivò a calcare i campi della prima serie nazionale e pure quelli europei; la sezione si è sciolta nel 2010.

## Storia
La A.s.d. Pallamano Altamura nasce nel 1987 grazie all'impegno del prof. Nicola Loviglio, inizialmente militante solo nei campionati giovanili, la squadra viene iscritta al campionato d serie C che costituisce per essa un "banco di prova" per le stagioni successive; riesce ad essere promossa in Serie B, campionato in cui militerà per diversi anni e nel 2007 riesce ad accedere alla tanto ambita Serie A2. A quel punto la società si rinforza con diversi innesti e si prepara al salto di categoria che avverrà nel 2010. Rimarrà nel campionato di A1 per 2 stagioni potendo contare su diversi stranieri fra cui Fabra, Grande e Revai e su vari ottimi atleti Intini, Gentile, D'Alessandro; che consentono di ottenere discreti piazzamenti sino a quando, nel 2012 anno in cui pur rientrando nei termini della Riforma Federale dei Campionati, è costretta a ripartire dalla Serie A2 volendo investire sul proprio settore giovanile. Occupa buone posizioni nelle annate successive tuttavia nel 2014 a causa dei costi del campionato riparte dalla Serie B. Vince il successivo campionato e ritorna a competere nella seconda serie nazionale, la Serie A2. L'anno successivo conclude il campionato al 5º posto e retrocede nuovamente in Serie B. A quel punto la società decide di ripartire da zero costituendo un team formato da giovani U18 e vari giocatori di esperienza fra cui Pepe e Tragni T. Centra quindi la promozione in Serie A2.

## Palasport
La ASD Pallamano Altamura disputa le gare interne presso la struttura sportiva denominata "Pala Piccinni".

## Organico 2016/2017 Squadra Maschile
| N° | Naz.              | Ruolo | Sportivo             | Anno |  |  |
| -- | ----------------- | ----- | -------------------- | ---- |  |  |
| 1  | Italia (bandiera) | P     | Fiore Gianpiero      | 1995 |  |  |
| 16 | Italia (bandiera) | P     | Quattromini Nicolò   | 1999 |  |  |
| 6  | Italia (bandiera) | A     | Locapo Luca          | 1994 |  |  |
| 2  | Italia (bandiera) | A     | Direnzo Christian    | 1999 |  |  |
| 5  | Italia (bandiera) | A     | Chironna Sabatino    | 1998 |  |  |
| 15 | Italia (bandiera) | A     | Tragni Tommaso       | 1983 |  |  |
| 11 | Italia (bandiera) | A     | Tortorelli Francesco | 2003 |  |  |
| 13 | Italia (bandiera) | A     | Colonna Stefano      | 2001 |  |  |
| 8  | Italia (bandiera) | C     | Lanzolla Vincenzo    | 1999 |  |  |
| 4  | Italia (bandiera) | T     | Tragni Alberto       | 1995 |  |  |
| 7  | Italia (bandiera) | T     | Pepe Paolo           | 1980 |  |  |
| 3  | Italia (bandiera) | T     | Denora Marco         | 1994 |  |  |
| 9  | Italia (bandiera) | PV    | Lillo Sebastian      | 1998 |  |  |
| 14 | Italia (bandiera) | PV    | Grimaldi Michele     | 2001 |  |  |
| 11 | Italia (bandiera) | PV    | Santoro Aristide     | 1990 |  |  |

### Staff tecnico e dirigenza
- Presidente:  Prof. Nicola Loviglio
- Allenatore:  Sig. Paolo Pepe
- Vice-Allenatore:  Prof. Gennaro Santoro
- Preparatore Atletico:  Prof. Aristide Santoro
- Fisioterapista:  Dott. Giovanni Scalera
- Dirigente addetto alla prima squadra:  Sig. Pino Luisi

## Roster delle stagioni precedenti
- 2010-2011
- 2011-2012
- 2015-2016

## Palmares
- Coppa Italia di Serie A2 2000-2001 (pallamano femminile): 1

2000-01

## Partecipazioni alle coppe europee

### Riepilogo
| Competizione            | N° partecip. | Debutto   | Ultima partecipazione | G | V | N | P | GF  | GS  | Di |
| ----------------------- | ------------ | --------- | --------------------- | - | - | - | - | --- | --- | -- |
| Challenge Cup Femminile | 2            | 2002-2003 | 2003-2004             | 6 | 2 | 0 | 4 | 127 | 127 | 0  |

#### EHF Challenge Cup Femminile 2002-2003
- TERZO ROUND

| Squadra 1                | Squadra 2          | Andata     | Ritorno  | Totale  |
| ------------------------ | ------------------ | ---------- | -------- | ------- |
| FRA Merignacais Bordeaux | Pallamano Altamura | Conversano | Bordeaux | 72 - 49 |
| FRA Merignacais Bordeaux | Pallamano Altamura | 36 - 27    | 36 - 22  | 72 - 49 |

#### EHF Challenge Cup Femminile 2003-2004
- TERZO ROUND

| Squadra 1          | Squadra 2          | Andata     | Ritorno   | Totale  |
| ------------------ | ------------------ | ---------- | --------- | ------- |
| ITA Policastelliri | Pallamano Altamura | Conversano | Frosinone | 55 - 78 |
| ITA Policastelliri | Pallamano Altamura | 24 - 40    | 31 - 38   | 55 - 78 |

- OTTAVI DI FINALE

| Squadra 1               | Squadra 2          | Andata     | Ritorno   | Totale  |
| ----------------------- | ------------------ | ---------- | --------- | ------- |
| ROM Universitatea Remin | Pallamano Altamura | Conversano | Baia-Mare | 61 - 41 |
| ROM Universitatea Remin | Pallamano Altamura | 34 - 18    | 27 - 23   | 61 - 41 |